# 岩手県道204号大志田停車場線
岩手県道204号大志田停車場線（いわてけんどう204ごう おおしだていしゃじょうせん）は、岩手県盛岡市を通る一般県道である。

## 概要
2016年3月に廃止された山間部にある大志田駅と国道455号を結ぶ。駅の廃止時点で駅下にわずかな集落があるのみで、乗降客もほとんどいなかった。冬期は積雪のため、閉鎖される。

### 路線データ
- 実延長：11,647.0 m[1]
- 起点：大志田停車場[1]（大志田駅跡）
- 終点：盛岡市藪川[1]（国道455号交点）

## 歴史
- 1959年（昭和34年）3月31日 - 県道に認定される[1][2]。
- 2016年（平成28年）3月26日 - 大志田駅が廃止される。

## 地理

### 通過する自治体
- 盛岡市

### 交差する道路
- 国道455号（盛岡市藪川字大の平）

### 沿線の施設など
- 山田線 大志田駅跡